# Mršníkovití
Mršníkovití (Histeridae) je čeleď brouků obecně známých pod jménem mršníci, v anglicky mluvících zemích se jim říká clown beetles pro jejich sploštělé zadní nohy, které připomínají rozevláté kalhoty klaunů nebo herců ("hister" je z latinského histrio, herec). Čeleď má kolem 3 900 druhů rozšířených po celém světě.

## Charakteristika
Mršníci jsou malí až středně velcí brouci, kteří mají jeden ze dvou typů tvaru těla. Rozšířenější je masivní, téměř kruhový tvar, ten druhý je spíše delší než širší, jakoby obdélníkovitý tvar. Mnozí mršníkovití mají tmavé zbarvení, často jsou černí a mohou mít červené, oranžové nebo žluté znaky.
Na spodní straně těla mívají zářezy, do kterých brouk vtahuje tykadla a nohy, když se cítí ohrožen. Jejich nohy jsou ploché a široké, uzpůsobené k hrabání v půdě nebo hnoji. Takovéto adaptaci na životní prostředí se říká fossoriální.

## Taxonomie
Histeridae patří do nadčeledi Histeroidea, v infrařádu Staphyliniformia. Čeleď je rozdělena na 330 rodů a následujících podčeledí:
- Abraeinae
- Chlamydopsinae
- Dendrophilinae
- Haeteriinae
- Histerinae
- Niponiinae
- Onthophilinae
- Saprininae
- Tribalinae
- Trypanaeinae
- Trypeticinae

Příbuznost podčeledí není dosud ujasněna a současné studie se na tradiční pojetí dívají skepticky.

## Ekologie
Mršníci bývají obvykle nalézáni ve hnoji, na zdechlinách nebo mršinách, kde se larvy i dospělci živí na mladých vývojových stadiích ostatního hmyzu, zvláště much. Tímto způsobem mohou být mršníci nápomocni v boji proti škůdcům dobytka, kteří se vyvíjejí v hnoji. Podčeledi Hetaeriinae a Chlamydopsinae jsou myrmekofilní (žijí v symbióze s mravenci).